# Nicolaus Fuss
Nicolaus Fuss, noto anche come Nikolaus Fuß o Nikolai Fuss (Basilea, 29 gennaio 1755 – San Pietroburgo, 4 gennaio 1826), è stato un matematico svizzero, a lungo segretario di Eulero.

## Biografia
Nel 1773, completata la propria formazione, si trasferì a San Pietroburgo per divenire il segretario di Eulero. Ha collaborato con Eulero per più di dieci anni, durante i quali ha preparato per la stampa più di 250 lavori. Successivamente è stato segretario permanente dell'Accademia Imperiale delle scienze di San Pietroburgo per la quale tentò di ingaggiare Gauss.
Fuss si è occupato di ottica, statistica, affidabilità, geometria sferica, trigonometria, serie, geometria differenziale, equazioni differenziali.   Nel 1778 ha vinto un premio dell'Accademia francese delle scienze.